# Michel Folco

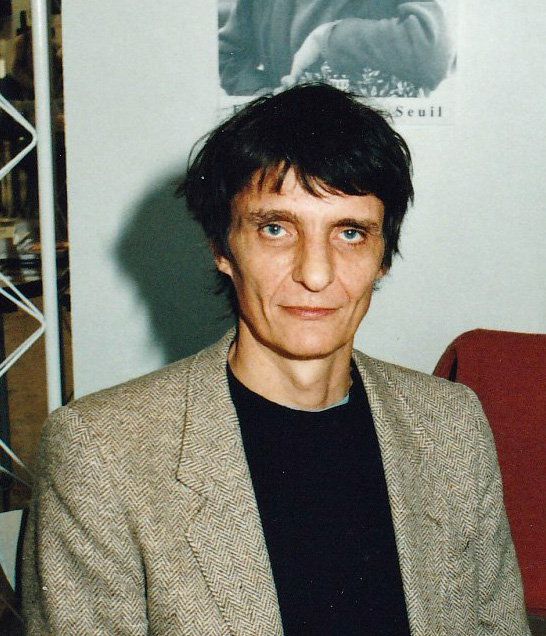
Michel Folco

Michel Folco (* 29. September 1943 in Albi, Frankreich) ist ein französischer Fotograf und Schriftsteller.

## Leben
Bevor Folco Schriftsteller wurde, arbeitete er als Fotograf für die Agenturen Black Star, Gamma und Sipa. In den 1980er Jahren wurde Folco durch eine Begebenheit an der Berliner Mauer bekannt, bei der sich er und ein DDR-Fotograf gegenseitig fotografierten. Sein Buch Die rechte Hand Gottes (Originaltitel: Dieu et nous seuls pouvons) aus dem Jahr 1991 erzählt die Geschichte der Pibracs, einer Dynastie von Henkern. Das Buch wurde 1993 unter dem Titel Justinien Trouvé ou le Bâtard de Dieu von Christian Fechner mit Pierre-Olivier Mornas in der Hauptrolle verfilmt. Das Szenenbild wurde 1994 für den César nominiert. Im Februar 2015 veröffentlichten Pierre Makyo und Federico Nardo mit Un loup est un loup Tome 1 eine Comic-Adaptation des gleichnamigen Romans von Folco.

## Werke
- 1976: Ile Maurice, Les Editions Du Pacifique, Singapur.
- 1991: Dieu et nous seuls pouvons (Deutscher Titel: Die rechte Hand Gottes, 1998 übersetzt von Barbara Reitz, btb Verlag).
- 1995: Un loup est un loup, Éditions du Seuil (Deutscher Titel: Wolfsjunge, 2002, btb Verlag).
- 2001: En avant comme avant!.
- 2008: Même le mal se fait bien.
- 2010: La Jeunesse mélancolique et très désabusée d'Adolf Hitler, Verlag Points.

## Auszeichnungen
1995 erhielt Folco für Un loup est un loup den Prix Jean d’Heurs du Roman Historique.